# 丈六町
丈六町（じょうろくちょう）は、徳島県徳島市の町名。2011年1月現在の徳島市の調査による人口は2,975人、世帯数は1,146世帯。郵便番号は丈六町丈領が〒771-4263、丈六町長尾が〒771-4262、その他は〒771-4261。

## 地理
徳島市の南部に位置し、多家良地区に属する。北は方上町・勝占町、西は渋野町、南は多家良町、東は小松島市と接する。主に米作を中心とした農村地域であるが、昭和53年から新興住宅地として丈六団地が造成され、また近くを徳島市の中心地に通じる国道55号バイパスが開通したことにより、住宅地化が進んでいる。
丈六団地の拡大化、市街地化により、丈六寺周辺の集落が当地の中心であったが、同団地に中心が変わりつつあり、徳島市営バスも丈六寺前の停留所を廃し、同団地内を通過するに至っている（2014年10月1日からは徳島バスにより運行されている）。
県有数の古刹曹洞宗丈六寺は、県指定史跡に指定されており、禅宗寺院特有の伽藍配置をよく残し、多くの文化財を有し、昭和58年に県は宝物館を開館した。主な文化財として国の重要文化財に指定されている三門・本堂・観音堂・経蔵（附:棟札）・木造聖観音坐像・絹本着色細川成之像、県指定文化財の徳雲院（附:棟札）・書院（附:棟札）、市指定文化財の大蔵経・雲版がある。
また丈六寺には長宗我部元親が阿波富岡の牛岐城主・新開実綱を謀殺した時の血天井伝説や幡随院長兵衛と対立した水野成之（十郎左衛門）の母であるお万の方の墓もあり、現在でも多くの観光客が訪れる。さらに丈六寺裏山に点在する丈六寺古墳群、同寺境内に移された図案的な梵字で有名な板碑、中世の城であった熊山城址などもある。
寺社には熊野神社、八幡神社、高野山真言宗の田林寺、曹洞宗の丈六寺がある。かつては徳島市立宮井小学校本庄分校があったが、丈六団地の造成による人口急増のため収容しきれず、昭和61年に同分校が渋野町の徳島市立渋野小学校と統合した。徳島市多良家コミュニティセンターが設けられ、多家良地区の社会教育活動の中心となっている。勝浦川に沿って徳島県道212号新浜勝浦線が通る。

### 山岳
- 熊山

### 河川
- 勝浦川
- 多々羅川

### 小字
- 大白井
- 柿町
- 栗
- 小谷
- 篠原
- 丈領
- 長尾
- 新居田
- 西内
- 西高木
- 八万免
- 八反田
- 八斗代
- ハヤサミ
- 溝筋
- 森ノ木
- 門前
- 休場
- 山根
- 山端
- 山脇
- 行正

### 丈六せせらぎロード

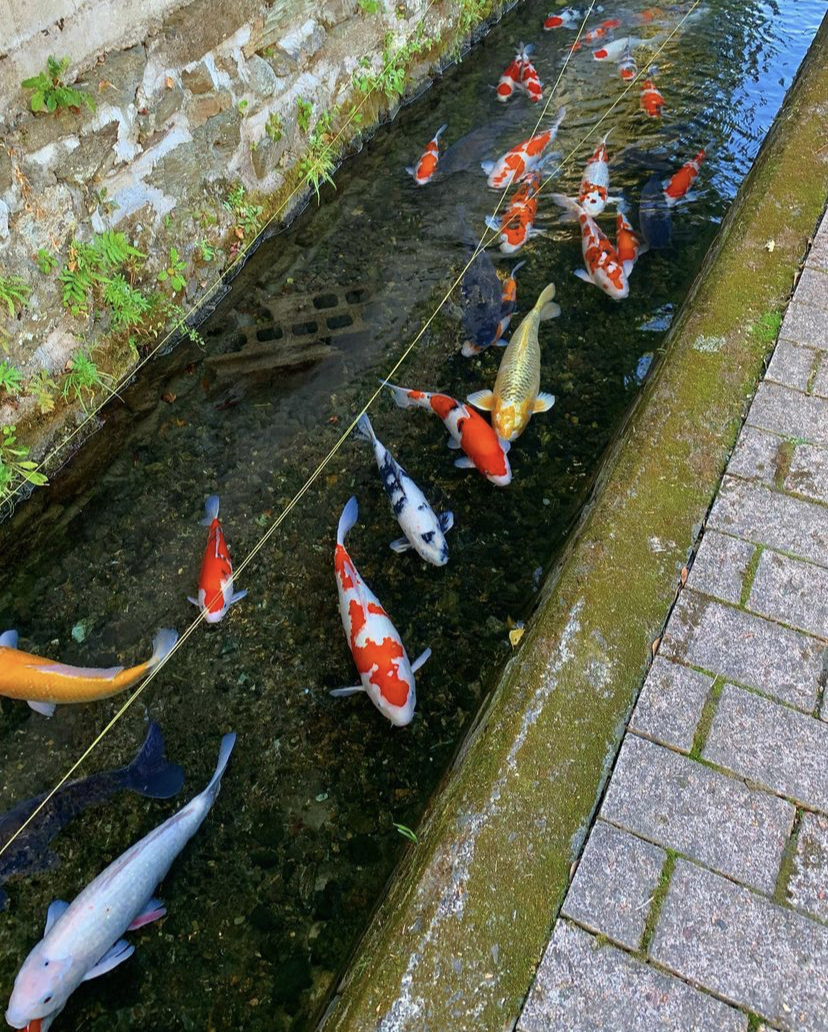
丈六せせらぎロード

丈六せせらぎロードは、丈六寺の門前にある用水路沿いの道で、地域の通学路となっている。この用水は江戸時代から地域に親しまれており、現在では数多くの錦鯉が生息している。道沿いには無人販売の鯉のエサ箱があり一袋10円で販売されている。
1994年（平成6年）に徳島市と地域住民の協力により丈六せせらぎロードが完成した。また名称は徳島市渋野小学校の生徒により名づけられた。

## 歴史

### 本庄村
江戸時代から明治22年にかけて存在した勝浦郡の村。徳島藩領。村高は寛文4年の高辻帳675石余、享保元年の高辻帳と天明7年の高辻帳も同高、「天保郷調」930石余、「旧高旧領」949石余うち蔵入地289石余・丈六寺領109石余、残余は奈良井長造ら藩士10名の知行地となっている。なお文化10年の阿波国村々御高都帳では887石余（民政資料）。
阿波志によれば、耕地は陸田が上等30町2反余・中等1町3反余・下等3町8反余、水田が上等30町2反余・中等23町1反余・下等11町6反余と見える。また寛保神社帳によれば、神社に十二社権現と八幡宮があり、その別当は田林寺と見える（続御古雑抄1）。ほかに丈六寺がある。
丈六寺は、白雉元年の創建といわれ、境内から平安時代の瓦が出土した。後に阿波国護7代・細川成之が金岡用兼を招聘し宗派を曹洞宗に改めて中興開山し、伽藍を整備した。寛永6年の本堂再建をはじめとして多くの再建・改修の手が加えられた。
当村では勝浦川下流の肥沃な土地を利用して米麦が多産された。幕末から明治維新にかけて米延利忠太が寺子屋を開き、30人余を集めていた（勝浦郡志）。明治4年に徳島県、同年名東県、明治9年高知県を経て、明治13年に再び徳島県に所属。明治8年に本庄小学校が開校されたが明治19年に宮井小学校に統合された。明治22年に多家良村の大字となる。

### 多家良村本庄
明治22年から昭和27年にかけての勝浦郡多家良村の大字名で昭和26年からは徳島市の大字名となる。明治23年に本庄・渋野・八多を管轄する本庄駐在所が置かれ、大正6年に本庄巡査駐在所と改称。
昭和9年に国鉄小松島線の簡易停車場・丈六駅が、多家良村の建設資金一部負担により、当地に営業を開始した。昭和10年の降車客は1万6,506人であったが昭和15年に廃止された。
明治31年に多家良高等学校が宮井小学校と合併し、宮井に宮井尋常高等小学校となり校舎を増築した。明治42年に宮井尋常小学校の本庄分教場が設置された。

### 徳島市丈六町
元は徳島市本庄で昭和27年より現在の町名となる。米作を中心とした農村地帯であるが、宅地造成が進行し農業経営は減少しつつある。昭和27年の世帯数は193世帯、人口は1,105人。これ以来、人口は減少しつつあったが、昭和53年に新興住宅地丈六団地が完成し、近隣に国道55号バイパスが開通したことにより、急激に増加している。昭和56年には団地人口が旧来の人口を上回った。
昭和55年の世帯数は437世帯、人口は1,719人。この人口急増により、明治42年設置の徳島市立宮井小学校本庄分校は昭和61年に徳島市立渋野小学校に統合した。

### 地名の由来
町名は県有数の古刹である丈六寺の寺名を取って命名された。この寺名は、本尊聖観音座像の身丈が1丈6尺であることに起因する。

### 沿革
- 1875年 - 本庄小学校開校。
- 1886年 - 本庄小学校が宮井小学校と統合。
- 1889年 - 勝浦郡本庄村が同郡多家良村の大字となる。
- 1909年 - 宮井尋常小学校の本庄分教場開校。
- 1934年 - 国鉄小松島線の簡易停車場・丈六駅営業開始。
- 1940年 - 小松島線丈六駅の営業廃止。
- 1952年 - 多家良村が徳島市に編入され徳島市丈六町となる。
- 1986年 - 本庄分校が徳島市立渋野小学校と統合。

## 小・中学校の学区
市立小・中学校に通う場合、学区は以下の通りとなる。
| 字名 | 小学校     | 中学校     |
| ---- | ---------- | ---------- |
| 全域 | 渋野小学校 | 南部中学校 |

## 交通

### バス
徳島バス
- 丈六北
- 桜間
- 丈六団地北口
- 丈六団地
- 秋葉前
- 丈六寺南

### 道路
徳島県道212号新浜勝浦線

## 施設

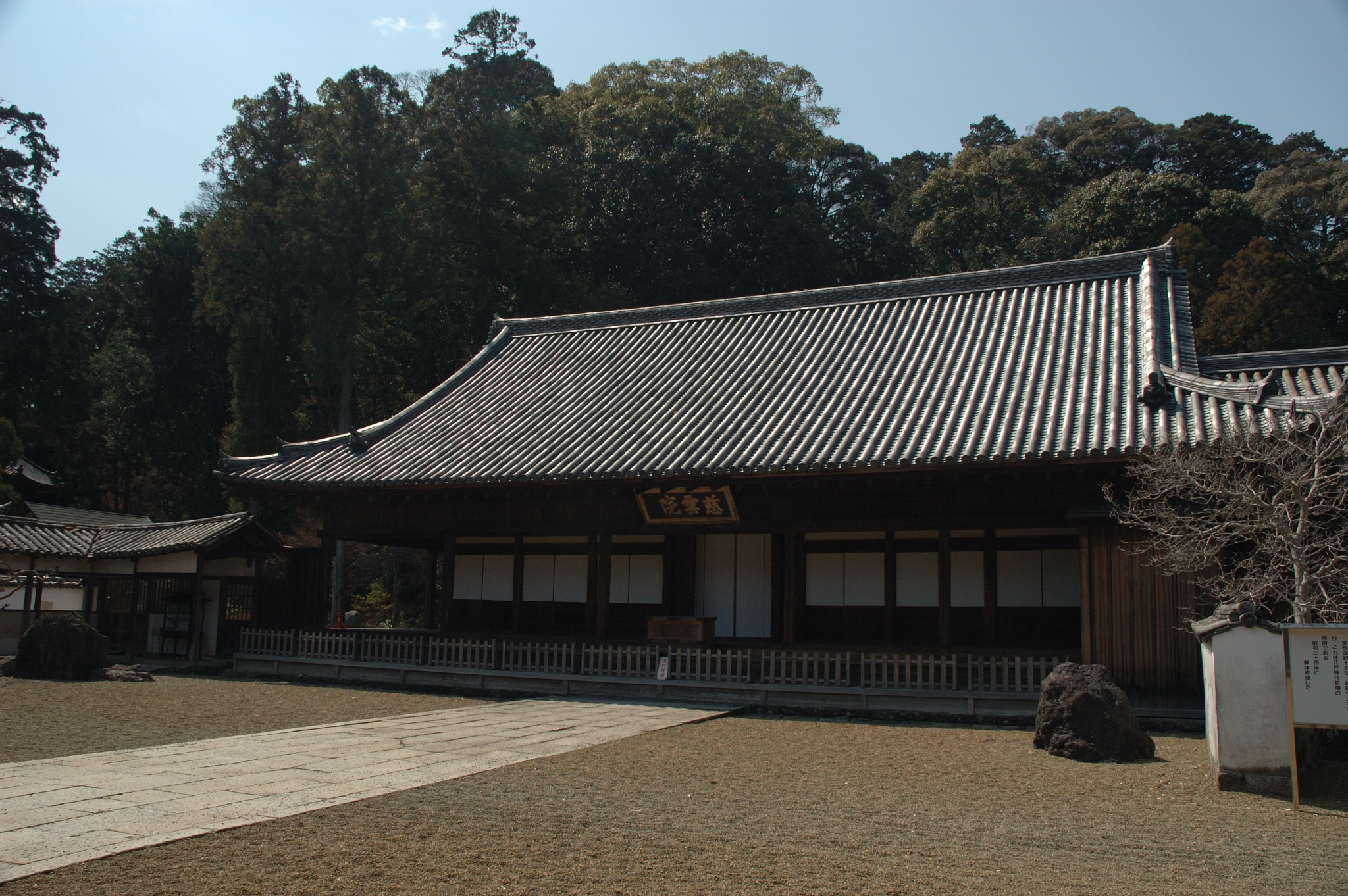
丈六寺

- 丈六寺 - 曹洞宗の仏教寺院。別称「阿波の法隆寺」。阿波秩父観音霊場24番札所。
- 田林寺 - 高野山真言宗の仏教寺院。
- 秋葉神社 - 秋葉権現を祀る古社。
- 熊野神社
- 八幡神社

### 休止中の施設
- 花星幼稚園 - 2002年より休園。